# David Zaslav
David Michael Zaslav (nacido el 15 de enero de 1960) es un ejecutivo de medios estadounidense, actualmente se desempeña como director ejecutivo y presidente del conglomerado multinacional estadounidense de medios de comunicación y entretenimiento Warner Bros. Discovery. Zaslav encabezó la transacción entre AT&T y Discovery para combinarse con WarnerMedia y crear la Warner Bros. Discovery en abril de 2022. Anteriormente se desempeñó como director ejecutivo y presidente de Discovery, Inc. desde el 16 de noviembre de 2006 hasta el 8 de abril de 2022, fecha cuando, luego de diversas negociaciones mencionadas anteriormente, la empresa se fusionó con WarnerMedia. Ha sido duramente criticado por sus decisiones comerciales, incluida la eliminación de títulos de las plataformas de transmisión de la compañía para evitar el pago de residuales y la cancelación de proyectos casi terminados para reclamar deducciones de impuestos, así como el temor que le tiene para ganar dinero a la compañía.

## Primeros años de vida y educación
Zaslav nació en el seno de una familia judía de origen polaca y ucraniana en el barrio de Brooklyn, Nueva York. A la edad de 8 años, su familia se mudó al condado de Rockland, en el estado de Nueva York, donde se graduó de la escuela secundaria Ramapo.
En el marco de sus estudios superiores, obtuvo una licenciatura de grado bachiller en ciencias de la Universidad de Binghamton.
Posteriormente, continuó sus estudios en la Facultad de Derecho de la Universidad de Boston donde consiguió el grado de doctorado en leyes con honores en el año 1985 y comenzó su carrera como abogado en LeBoeuf, Lamb, Greene & MacRae, empresa que poseía un bufete de abogados internacional con sede en la ciudad de Nueva York, la cual estaba especializada en energía, servicios públicos y seguros.

## Carrera profesional

### NBC Universal
Zaslav se unió a la cadena televisiva estadounidense NBC en 1989. Dentro de la empresa, se desempeñó ocupando el cargo de presidente de Cable and Domestic TV y New Media Distribution, donde su trabajo se resumía en supervisar la distribución de contenido a todas las formas de transmisión televisiva, el negoció de transmisión por cable y satélite de las redes NBC Universal.
Posteriormente y debido a sus buenos resultados en el cargo desempeñado, la cadena televisiva optó por extender sus labores hacia las filiales Bravo, CNBC World, SCI FI, ShopNBC, Sleuth, Telemundo, Telemundo Puerto Rico, mun2, Trio, Universal HD, USA Network,NBC Weather Plus y las Olimpiadas transmitidas por cable.
A su vez, Zaslav también se encargó de supervisar los intereses de NBC Universal en A&E, The History Channel, The Biography Channel, National Geographic International, Sundance Channel y al modelo de grabación digital TiVo.

### Discovery
Zaslav se convirtió en director ejecutivo de Discovery Communications el 16 de noviembre de 2006, sucediendo a Judith McHale. Zaslav produjo un profundo cambio en la estrategia de la empresa, dirigiendo los objetivo de la empresa para lograr verse a sí misma como una "empresa de contenido" en lugar de una "empresa de oferta por cable" al reforzar sus principales redes (como su homónimo Discovery Channel) en marcas multiplataforma. Como director ejecutivo, Zaslav supervisó el desarrollo y lanzamiento de nuevas redes dentro de Discovery, entre las que se destacan, por ejemplo, Planet Green, que sería conocida más tarde como Destination America.
El lanzamiento y desarrollo de los canales y filiales de The Hub, Oprah Winfrey Network (OWN), Velocity, e Investigation Discovery, así como la adquisición de Scripps Networks Interactive corrieron por parte de la administración de David Zaslav en 2018.
Bajo su liderazgo, Discovery comenzó a cotizar como empresa pública en la bolsa en 2008, debido a este suceso es que se convirtió en una de las empresas listadas en la revista Fortune 500 en 2014.
En mayo de 2021, se anunció que Zaslav se desempeñaría como director ejecutivo de la fusión naciente entre la propuesta de Discovery con una escisión de WarnerMedia, perteneciente al AT&T. La oferta de dirección ejecutiva de Zaslav incluye un salario anual de $3 millones con un bono anual de $22 millones. En su extensión de contrato, Zaslav también recibió opciones sobre acciones valoradas en $ 190 millones.
En agosto de 2022, Zaslav recibió fuertes críticas por su decisión de reducir severamente la cantidad de contenido original en el servicio de transmisión streaming HBO Max, para evitar pagos residuales y usarlo como deduccións de impuestos. Zaslav también recibió una reacción negativa por la eliminación de muchos de los programas animados de Warner Bros de las plataformas de transmisión y la retirada de parte del contenido del servicio en general. Algunos de los proyectos que se encuentran o encontraban en desarrollo bajo la producción de Zaslav, corresponden, por ejemplo a Batgirl, Scooby! Holiday Haunt y Coyote vs. Acme.
Zaslav ganó $247 millones en 2022.

## Vida personal
David Zaslav actualmente vive en la ciudad de Nueva York junto con su esposa Pam. La pareja tiene 3 hijos. Su hija, Ali Zaslav, se desempeña como productora del Congreso para la cadena televisiva CNN.